# 大白鲨过山车
大白鲨过山车（Great White）是位於美國莫雷碼頭的一個雲霄飛車，它由Custom Coasters International建造。它於1996年6月10日起开始运营。2021年，大白鲨过山车增加了一條240英尺的新轨道。